# ゲルリンデ (小惑星)
ゲルリンデ (663 Gerlinde) は小惑星帯に位置する小惑星である。ハイデルベルクでアウグスト・コプフによって発見された。名前の由来は不明である。
2006年10月に福島県から静岡県にかけて掩蔽が観測された。